# Un frère
Un frère je francouzský hraný film z roku 2018, který režírovali Victor Habchy a Martin Escoffier podle komiksu Une sœur spisovatelky Bastien Vivès z roku 2017.

## Děj
Tom s rodiči a svou mladší sestrou Bertille přijíždějí jako každý rok na letní prázdniny do svého domu u moře. Do domu přijíždí na pozvání rovněž dávná přítelkyně rodičů se svým synem Félixem. Patnáctiletý Tom je o dva roky starším Félixem fascinován a díky němu si začne uvědomovat svou sexuální orientaci.

## Obsazení
| Simon Royer     | Tom            |
| Marin Lafitte   | Félix          |
| Oriane Barbaza  | Bertille       |
| Ambre Rambaud   | Tomova matka   |
| Thomas Judes    | Tomův otec     |
| Iris Gastellu   | Félixova matka |
| Simon Escoffier | Léo            |